# Joël Wilmotte
Pour les articles homonymes, voir Wilmotte.
Joël Wilmotte, né le 19 décembre 1948 à Hautmont (Nord), est un homme politique français. Il est maire de Hautmont de 1989 à 2015 et de 2016 à 2020, conseiller général du canton d'Hautmont de 1994 à 2015 puis conseiller départemental du canton d'Avesnes-sur-Helpe de 2015 à 2021.

## Études et parcours professionnel
Joël Wilmotte est diplômé de l’Université des Sciences et Techniques de Lille où il a obtenu un doctorat en Économie et Administration des Entreprises Gestion en 1977. Son directeur de thèse était Jean-Pierre Debourse et le jury était dirigé par Jacques Delors. 
Il rejoint la Chambre du Commerce et de l’industrie de l’Avesnois Valenciennes en 1973 où il est chef du personnel jusqu’en 1978. Il devient chef du Service Promotion des Entreprises à la Chambre de Commerce et d’Industrie d’Avesnes sur Helpe jusqu’en 1983. Il exerce ensuite de 1984 à 1985, les fonctions de Directeur des Ressources Humaines et Sociales  Personnel pour le groupe SAPEG et Sculfort, fabricant de machines-outils dont le siège est situé à Feignies, à côté d’Hautmont (Nord). 
En 1985, il rejoint la société Douzies-Cérame en tant que Directeur Administratif et Ressources Humaines. Cette société implantée à Maubeuge (Nord) deviendra la société Douzies-Carrelage, fabricant de carrelages. Alors que la société est menacée et placée en redressement judiciaire, il propose en 1987 de relancer son activité et présente un projet de reprise accepté par le Tribunal du Commerce. En 1988, il devient Président-Directeur Général de cette société et la rebaptise Douzies-Carrelage. En 1992, il revend la société à un groupe belge, Koramic Terca, qui conserve l’activité et ses salariés. Joël Wilmotte se consacre depuis lors à ses responsabilités politiques.

## Carrière politique
Joël Wilmotte a commencé sa carrière politique au Parti socialiste, l'a poursuivie au Rassemblement pour la France (RPF) de Charles Pasqua puis à l'Union pour un mouvement populaire.
Membre du PS, il est exclu de ce parti en 1988 après s'être vu refuser la tête de liste pour les municipales, et remporte les municipales de mars 1989 en s'alliant avec le Rassemblement pour la République.
En 1990, il demande dans une lettre aux amicales marocaines et algériennes de « bien vouloir intervenir auprès de [leurs] ressortissants afin d'éviter des rassemblements en centre-ville ».  
En 1991, il prend un arrêté municipal - suspendu par le tribunal administratif - qui limite l'accès à l'école primaire et maternelle pour les enfants d'origine étrangère.  
Le 28 juin 1992, Joël Wilmotte organise en sa qualité de maire un référendum local dans sa commune sur les « problèmes observés sur le territoire » de sa commune. Dans un bulletin d’information distribué aux habitants, le maire avait préalablement dressé la liste des « problèmes » (logements, délinquance, aide sociale), imputables, selon lui, à l’arrivée de familles étrangères dans le cadre du regroupement familial. Kofi Yamgnane, secrétaire d’État à l’Intégration, avait déclaré publiquement à la veille du scrutin que le maire d’Hautmont « joue avec le feu », avant d’ajouter : « C’est un discours d’extrême droite, un discours lepéniste ». Les élus communistes, socialistes, du CDS et des Verts, ainsi que le curé de la paroisse, le MRAP et SOS-Racisme avaient mené campagne contre le référendum. 
En 1994, Joël Wilmotte est élu conseiller général du canton d’Hautmont. La même année, à son initiative est créée la Communauté de communes Sambre-Avesnois (CCSA) dont il devient Président.
Dans les années 1990, pour faire face à la crise sidérurgique, le maire et son équipe ont développé le secteur du tertiaire en favorisant l’implantation dans sa commune de sociétés comme Décathlon ou encore Leroy Merlin. 
À plusieurs reprises, notamment en 2001, la presse nationale relève que le maire d'Hautmont empêche les personnes d'origine maghrébine d'acquérir des biens immobiliers dans sa commune, faisant jouer le droit de préemption de la commune quand il n'arrivait pas à dissuader des propriétaires de vendre. Il aurait défendu cette politique en lançant à une propriétaire « Je ne veux pas voir ma ville devenir la poubelle de la région ! » ,. En octobre 2001, le tribunal administratif annule une délibération de préemption à Hautmont.
En mars 2001, il est réélu conseiller général dès le premier tour sous la bannière RPF, avec 7 537 voix (67,19 % des suffrages exprimés), le taux de participation étant de 69,41 %. Il est également réélu maire avec 4 375 voix (73,71 % des suffrages exprimés), le taux de participation étant de 62,85 % .
Le 9 juin 2002, il est candidat aux élections législatives dans la vingt-quatrième circonscription du Nord pour le Rassemblement pour la France et est largement battu, ne recueillant que 5 890 voix (15,45 % des suffrages exprimés) . Dans le canton d'Hautmont, il obtient 2 711 voix (52,2 %) .
Le 12 mars 2003, il est condamné par le tribunal correctionnel d'Avesnes-sur-Helpe à huit mois de prison avec sursis pour avoir refusé de célébrer des « mariages musulmans » le samedi après-midi, réservé aux « mariages chrétiens ». La plainte avait été déposée par Salima Saïfi, une sœur de Tokia Saïfi, elle-même née à Hautmont. Les faits sont qualifiés de « graves » par le tribunal car « heurtant profondément le principe d'égalité, valeur fondatrice de la République française ». Le 14 avril 2004, il est condamné par la cour d'appel de Douai à 500 euros d'amende pour discrimination raciale et religieuse,. La Cour de cassation confirme ce jugement le 3 mars 2005.
Après le second tour de la présidentielle de 2007, Joël Wilmotte déclare au quotidien La Voix du Nord « Je suis tout à fait en phase avec Nicolas Sarkozy sur des points comme l’immigration, l’identité nationale, on a prouvé hier qu’on avait raison, on touche les problèmes quotidiens de la population ».
Il est réélu maire en 2008 et Joël Wimotte a été réélu dès le premier tour conseiller général avec 5.283 voix (65,67 % des suffrages exprimés), le taux de participation étant de 61,90 %.
Aux élections municipales de 2014, Joël Wilmotte a été réélu maire de Hautmont. Pour une erreur administrative, il est déclaré inéligible en décembre 2014 par le tribunal administratif de Lille, et démissionne le 25 juin 2015. À la suite d'élections partielles, il est réélu maire le 2 octobre 2016.
À nouveau candidat aux élections législatives de 2017 dans la 12e circonscription du Nord, il termine en cinquième position au premier tour avec 8,15 % des suffrages, devançant néanmoins de 40 voix le député sortant Christian Bataille.
Lors de la pandémie de Covid-19, il s’oppose à la réouverture des écoles de sa commune le 11 mai 2020. En cause, l’impossibilité de mettre en place des mesures sanitaires suffisantes.
Candidat à sa succession aux élections municipales de 2020, il est battu au second tour par son propre fils, Stéphane Wilmotte, qui présentait une liste face à lui.
En 2023, il figure en troisième position de la liste RN aux élections sénatoriales dans le Nord.
Aux élections législatives anticipées de 2024, il est choisi comme suppléant par la candidate RN Sandra Delannoy, dans la troisième circonscription du Nord, élue après avoir échoué aux précédentes.
Des recours sont déposés contre ce scrutin en raison de l'inéligibilité supposée de ce suppléant dans le cadre d'un conflit d'intérêts lié aux élections sénatoriales.[réf. nécessaire]

### Son rôle dans la catastrophe d'Hautmont
Lors de la tornade du 3 août 2008 (3 morts, 18 blessés et des millions d’euros de dégâts matériels dans 4 communes), la commune de Hautmont est particulièrement touchée. Joël Wilmotte s’implique dans le soutien des sinistrés et la défense de leurs intérêts, en s’engageant auprès des pouvoirs publics et aux côtés des autres maires dont les communes ont été touchées.
Le 14 août 2008, Marine Le Pen se voit refuser l’accès à la zone sinistrée.  Joël Wilmotte s’oppose à ce que soit utilisé à des fins politiques ce qu'ont ont vécu les sinistrés d’Hautmont. Le maire a donné comme consignes de ne laisser entrer sur la zone sinistrée que les personnes qui travaillent pour déblayer et reconstruire, les familles de victimes, l’armée, les associations humanitaires et la presse. 
Le 6 septembre, à l’initiative de Joël Wilmotte, l’Association d’aide aux sinistrés d’Hautmont voit le jour. Elle a pour mission d’assurer aux sinistrés un conseil juridique et de les assister dans le traitement de leurs dossiers d’assurance.